# Sony Xperia Z5 Premium
El Sony Xperia Z5 Premium es un teléfono inteligente diseñado y fabricado por Sony, presentado el 2 de septiembre de 2015 en IFA 2015, en conjunto con el Xperia Z5 y Xperia Z5 Compact, y puesto a la venta por primera vez el 5 de noviembre de 2015 en Taiwán. Trabaja con el sistema operativo Android de Google.
Fue el primer teléfono inteligente con pantalla de resolución 4K del mundo, con la capacidad de tomar fotografías y grabar en dicha resolución.
A su vez, posee un lector de huellas digitales y una cámara de 23 megapíxeles con autofoco híbrido de 0,03 segundos.

## Especificaciones

### Dimensiones y colores
Las dimensiones del dispositivo son de 154,4 x 76,0 x 7,8 mm y se encuentra disponible en los colores negro, dorado y cromo. En este último color, la parte trasera del teléfono funciona como espejo. 

#### Redes y conectividad
Soporta las redes GSM, GPRS, UMTS HSPA (3G), LTE (4G Cat 6). Posee la tecnología aGPS, Bluetooth 4.2, DLNA, WiFi, MHL, NFC y es compatible con ANT+. 

#### Pantalla y cámaras
Como fue descrito, posee una pantalla de ultra alta definición (3840 x 2160), de 806 ppi y 5,5″. Tiene dos cámaras fotográficas: la trasera y principal de 23 MP con enfoque automático, flash y zum digital de hasta 8x; mientras que la delantera es de 5 MP. Ambas cámaras pueden grabar videos, siendo, en la primera, de resolución máxima 4K y en la secundaria, full HD.

#### Entretenimiento
En cuanto al entretenimiento, y dado que la empresa fabricante es la misma que la de PlayStation, permite el servicio exclusivo de reproducción remota de PS4, lo que habilita al usuario a conectar su celular a la susodicha consola y jugar videojuegos en forma remota desde el teléfono. 

#### Seguridad y varios
Tiene incorporado lateralmente un lector de huellas dactilares y soporta reconocimiento facial y de voz para su desbloqueo, así como también posee linterna, radio FM y un sistema de audio de alta resolución.